# Vater werden ist nicht schwer (1952)
Vater werden ist nicht schwer ist eine US-amerikanische Filmkomödie aus dem Jahr 1952 von Norman Taurog mit Cary Grant und Betsy Drake in den Hauptrollen. Der Film wurde von Warner Bros. produziert und basiert auf dem autobiografischen Roman Room for One More von Anna Perrot Rose.

## Handlung
Als Mitglied einer Elternvertretung besichtigt Anne Rose, Ehefrau von George Rose und Mutter dreier Kinder, ein Kinderheim. Während des Rundgangs äußert sie ihr Interesse an der Pflegschaft für ein Kind. Die Heimleiterin Miss Kenyon, die die Äußerung mitbekommen hat, erscheint unangemeldet bei den Roses. In ihrer Begleitung ist Jane Miller, ein mürrisches Mädchen, das für zwei Wochen eine Unterkunft benötigt. Der gutmütige George, der sich um einen Wurf Katzenbabys kümmern muss, zögert anfangs, seinen mit Kindern und mitgebrachten Tieren recht vollen Haushalt zu vergrößern. Doch als er in Annes Augen ein begeistertes Funkeln sieht, willigt er ein.
Jane ist ein misshandeltes Mädchen, das schon mehrere Selbstmordversuche hinter sich hat. Sie ist misstrauisch, abweisend und aufgebracht über ihre Abhängigkeit von Leuten, die sie, ihrer Meinung nach, gar nicht wollen. Um ihr Selbstvertrauen zu stärken, verschafft Anne ihr kleine Nebenjobs. So ist Jane schon bald Babysitterin bei den Foremans, einem befreundeten Ehepaar. Sie arbeitet verlässlich und einfallsreich und verwandelt sich in den zwei Wochen in ein liebenswertes und glückliches Mädchen. Anne möchte, dass Jane bei den Roses bleibt.
Mit der Hilfe von Miss Kenyon arrangiert Anne, dass der körperlich behinderte Jimmy John Wilson die Roses bei einem Strandausflug begleitet. George, der insgeheim gehofft hat, mehr Zeit mit Anne verbringen zu können, nachdem die Kinder größer geworden sind, erklärt, dass sein Gehalt als Ingenieur nicht ausreicht, ein weiteres Kind zu versorgen. Als er jedoch die traurigen Lebensumstände von Jimmy John sieht, gibt er nach. Der Junge kompensiert seine Behinderung und seine Schulprobleme mit Gemeinheit. So schlägt er die Tochter Trot, macht eines der Fahrräder der Brüder kaputt und wird erwischt, wie er durch das Fenster des Mädchens spioniert. Die Roses kommen zu der Überzeugung, dass Jimmy Johns Persönlichkeit mehr ist, als sie verarbeiten können. Dennoch wollen ihm die Geschwister eine Chance geben, als George ihn zu Miss Kenyon zurückbringen will. Aus Frust über seine Behinderung bekommt Jimmy John weiterhin Wutanfälle. Als er einem Pfadfindertreffen bei den Roses beiwohnt, erhält er das Handbuch und lernt damit Lesen. Mit der Zeit wird sein Selbstbewusstsein größer. Ohne seine Wutanfälle wird er zu einem netten Jungen.
Bei einer Versammlung der Elternvertretung spricht Anne über die Freude, Pflegekinder großzuziehen. Bei der anschließenden Fragerunde fragt George unerkannt, ob sie ihren Mann dabei vernachlässige. Anne versichert, dass ihr Ehemann respektiert und von allen Familienmitgliedern geliebt werde. Kurz darauf verwirrt Jane ihre Pflegeeltern, weil sie durch die Einladung zu einer Silvesterparty durch ihren Freund Benji Roberts betrübt ist, da sie für die Party ein Abendkleid benötigt. Anne ändert ihr eigenes Abendkleid um und übergibt es Jane als Weihnachtsgeschenk. Zuerst strahlt Jane für Glück, bis Teenie, der jüngste Sohn der Roses, sagt, dass das Kleid stinkt. Die Kinder bringen ihre Weihnachtsgeschenke in die Läden zurück, um mit dem Geld ein neues Kleid für Jane zu kaufen. Am Silvesterabend wird Jane von Ben versetzt, dessen Mutter seine Freundschaft zu Jane ablehnt. George schickt Jane mit seinem ältesten Sohn Tim zur Party und sucht die Roberts auf. Er bringt Bens Mutter zur Erlaubnis, dass Ben ihn zur Party begleiten darf. Dort bemerkt George, dass Jane viele Verehrer hat. Zur gleichen Zeit ist Jimmy John mit dem Fahrrad auf einer 10-Meilen-Fahrt, die für ein Verdienstabzeichen absolviert werden müssen. Die Kälte und seine Beinschienen bereiten ihm erhebliche Probleme. George macht sich auf die Suche und findet den verbissen fahrenden Jimmy John.
Bei der jährlichen Auszeichnungsveranstaltung der Pfadfinder erhält Jimmy John die höchste Auszeichnung, das Adler-Abzeichen. In seiner Dankrede widmet er seinen Erfolg seinem Glück, sich die Eltern aussuchen zu können. Später laden die Foremans die fünf Rose-Kinder zur Übernachtung bei ihnen ein. Nachdem George allen eine gute Nacht gewünscht hat, fährt er mit Anne nach Hause, um endlich einen Abend mit ihr alleine zu verbringen.

## Produktion

### Hintergrund
Gedreht wurde der Film von Mitte August bis Mitte Oktober 1951 in den Warner-Studios in Burbank.
Für die Auszeichnungsszene wirkten 51 Pfadfinder aus San Fernando und Verdugo mit.

### Stab
Marjorie Best und Leah Rhodes waren für das Kostümbild zuständig. Sherry Shourds arbeitete als Regieassistent.

### Besetzung
In kleinen nicht im Abspann erwähnten Nebenrollen traten William Bakewell, Don Beddoe, Frank Ferguson, Douglas Fowley, Dabbs Greer, Barry Norton, George O’Hanlon und Tom Wilson auf.

## Veröffentlichung
Die Premiere des Films fand am 15. Januar 1952 in New York statt. In der Bundesrepublik Deutschland kam er am 26. Juni 1953 in die Kinos, in Österreich im September 1953.

## Kritiken
Der Filmkritiken-Aggregator Rotten Tomatoes hat in einer Auswertung von über 250 User-Kritiken ein Publikumsergebnis von 85 Prozent positiver Bewertungen ermittelt.
Bei Metacritic erreichte der Film einen Metascore von 73 Punkten basierend auf vier Kritiken.
Das Lexikon des internationalen Films schrieb: „Attraktive Mischung aus warmherziger Komödie und besinnlichem Drama, mit viel Gespür für menschliche Zwischentöne inszeniert.“
Die Filmzeitschrift Cinema befand: „Beschwingte Ehe- und Familienzwistigkeiten.“
Bosley Crowther von der The New York Times notierte, solange der Film sich auf der anekdotischen Ebene bewege und sich mit dem amüsanten Komplikationen befasse, versprühe er aufrichtige Heiterkeit und häuslichen Charme. Doch sobald die Tränendrüsen nicht nur berührt, sondern kräftig gedrückt werden, setze Gefühlsduselei ein.
François Truffauts nannte den Film bewundernswert. Er habe zwar das heuchlerischste Szenario, die niederträchtigste Hetze, das jugendbewegendste Drehbuch, das je für einen Hollywoodfilm geschrieben wurde, und doch rühre er oft zu Tränen und unterstreiche den Rollentausch. Jede Szene werde bis zum Schluss entwickelt, jede Situation bis zu ihrem Höhepunkt, jede Gestik bis zu ihrem Abschluss. Dadurch und die erstaunliche Bildgestaltung werde dieses seltene Unternehmung vor der Schändlichkeit bewahrt. Alles in allem sei der Film ein Meisterwerk.

## Auszeichnungen
1952 wurde Norman Taurog bei den Internationalen Filmfestspielen von Venedig für den Goldenen Löwen nominiert.
1953 nominierte die Writers Guild of America das Drehbuch für den WGA Award in der Kategorie Beste amerikanische Komödie.